# Sandarak

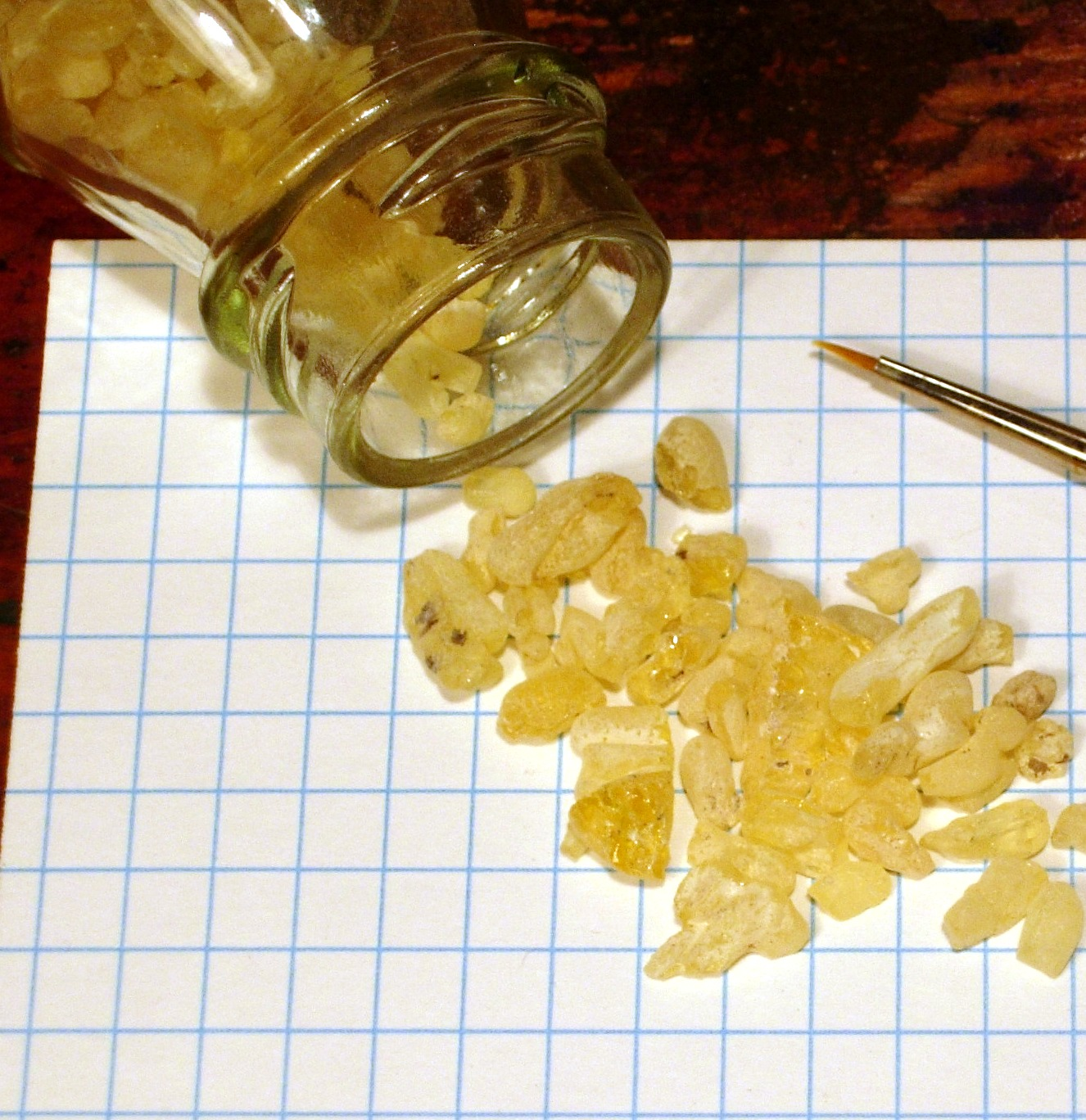
Sandarakdroppar

Sandarak är ett harts som kan utvinnas från den till cypressfamilljen hörande sandarakcypressen (Tetraclinis articulata), som växer i de nordvästafrikanska bergen, på Malta och i södra Spanien.

## Egenskaper och framställning
Efter ett snitt i trädet flyter vätskan fram och stelnar i luften till en vit eller gul massa. De bästa sorterna består av nästan genomskinliga korn av vingul färg, medan de mera vanliga sorterna har en starkare gul färg, ibland med svagt rödbrun nyans. Vattenklar stycken, som är mera sällsynta, kan innesluta insekter på samma sätt som bärnsten eller kopal. Den färska brottytan är glasglänsande.
Sandarak har en svagt aromatisk doft och bitter smak. Det löser sig fullständigt i 90-procentig etanol, eter, aceton och eteriska oljor, men nästan olösligt i bensen eller kloroform.

## Användning
Sandarak kan användas till framställning av lacker, glas- eller porslinskitt samt tandfyllningsmassa.
I fint pulveriserat till stånd har förr sandarak använts under benämningen raderpulver för ingnidning av raderade ställen på papper för att göra det möjligt att skriva på nytt utan att färgen sprider sig i det uppruggade papperet.